# Stefka Evstatieva
Stefka Evstatieva, née le 7 mai 1947 à Ruse (Bulgarie), est une chanteuse soprano.

## Biographie
Après des études au conservatoire de musique de Sofia, elle commence sa carrière à l'Opéra de la ville de Ruse de 1971 à 1979. En 1974, Evstatieva remporte le second prix du prestigieux Concours international Tchaïkovski.
À partir de 1979, elle est régulièrement invitée dans les plus grandes salles du monde. Ses rôles de prédilection sont Aïda (de Verdi), Leonora dans la Force du destin (de Verdi), Donna Elvira dans Don Giovanni (de Mozart).
Stefka Evstatieva a mis fin à sa carrière de soprano en 1998.